# Pierre Mathieu Bourdon
Pour les articles homonymes, voir Bourdon.
Pierre Mathieu Bourdon est un industriel et homme politique français né le 30 novembre 1799 (9 frimaire an VIII) à Elbeuf (Seine-Maritime) et mort le 27 janvier 1878 à Elbeuf.

## Biographie
Issu d’une très ancienne famille de drapiers elbeuviens, il est le 2e enfant d’une fratrie de six et le seul fils de Pierre Marie Mathieu Bourdon (1769-1859) et de Marie Anne Henriette Louvet (1771-1851). Il épouse le 6 juin 1833 à Martot (Eure) Élisabeth Modeste Quesné (1805-1883). Le couple aura cinq enfants entre 1834 et 1843. 
Comme beaucoup de notables de l’époque, il fréquente les cercles maçonniques et appartient, au moins de 1822 à 1826, à la loge maçonnique Les amis réunis de Pont-de-l’Arche (Eure), laquelle, avec 58 frères, fut l’une des loges éphémères les plus fréquentées de Normandie entre 1815 et 1830.
Il est fait chevalier de la Légion d'honneur par décret du 30 avril 1844.
Comme quasiment tous les membres de sa famille, il est d’abord négociant et fabricant de draps, au moins de 1820 à 1836. Mais il devient surtout directeur-gérant de la Compagnie elbeuvienne d’éclairage par le gaz. L’usine à gaz d’Elbeuf, autorisée le 25 avril 1838, est établie rue du Neubourg, au moyen de 225 actions de 1 000 frs (nombre porté à 275 en 1842). Alors qu’il occupe les fonctions de maire, le Conseil municipal décide en 1841 de confier à sa société l’éclairage public de la ville. Équipée de 33 cornues (dont 6 en terre, les autres en fonte), elle produit à partir de la distillation du charbon 300 000 m3 de gaz en 1852, alimentant 3 500 becs (foyers particuliers, boutiques, manufactures, réverbère, ainsi que la salle de spectacle et la mairie) et fournit aussi 4 000 hl de coke et 200 barriques de goudron en sous-produits. En 1856, toujours en tant que directeur de la compagnie du gaz, il reçoit l’autorisation de construire un 3e gazomètre, puis un 4e en 1860.
Mais il reste surtout attaché à la défense de l’industrie textile de la ville (que ce soit à la Chambre consultative puis de commerce, au conseil municipal ou à l’Assemblée nationale) cherchant à obtenir des droits protecteurs sur les draps de laine, des commandes de draps militaires ou une ligne de chemin de fer desservant Elbeuf. 
En 1858, il demeurait rue Bourdon à Elbeuf. Il est par ailleurs l’un des membres fondateurs de la Société industrielle d'Elbeuf en 1859. Mais son rôle fut surtout prépondérant à la Chambre consultative, puis à Chambre de commerce d'Elbeuf.

## À la Chambre consultative et à la Chambre de commerce
« Président-né » de la Chambre consultative des Arts et Manufactures d’Elbeuf (composée de 12 membres), en tant que maire, de mars 1841 à juin 1848, il en est élu membre le 1er mars 1853. Puis il en devient cette fois le nouveau président élu, du 23 avril 1853 à 1861. C’est lui qui demande, et obtient, sa conversion en Chambre de commerce.
Lorsque celle-ci est transformé en Chambre de commerce par décret du 5 juin 1861, il fait partie des nouveaux membres élus le 19 décembre 1861, il en est désigné président lors de la première séance le 29 janvier 1862. Mais le 21 décembre 1865, la Chambre devant statutairement renouveler 3 membres sortants (dont lui-même), il n’arrive – à la surprise générale – qu’en 4e position, est n’est donc pas réélu.
Il a été en fait victime d’une cabale, peut-être à cause d’une réponse formulée en 1863 par la Chambre de commerce à des négociants en gros qui protestaient contre les livraisons par petits métrages. Les acheteurs parisiens auraient soufflé à ceux des fabricants elbeuviens qui ne vendaient que par pièces entières de donner une leçon à la Chambre, en la personne de son président. De fait, une lettre à l’en-tête de la Société Industrielle, rappelant ces faits, aurait circulé au Cercle des commerçants peu avant l’élection, accusant la Chambre et son président d’avoir répondu à la pétition sans en informer au préalable l’ensemble des fabricants. 
Néanmoins à nouveau  réélu membre de la Chambre de commerce, à l’occasion d’une augmentation de son effectif le 19 décembre 1867, il  ne se représente pas en décembre 1869.
Il reçoit du préfet, en tant que président de la Chambre consultative des arts et manufactures d’Elbeuf et président du comité cantonal chargé de préparer l’Exposition (32 exposants elbeuviens y participèrent), la Grande médaille d’honneur décernée à la ville d’Elbeuf pour la qualité de ses étoffes, lors de l’Exposition universelle de Paris en 1855. À titre personnel, en tant que président du comité cantonal, il se voit également décerner par la Commission impériale de l’Exposition une médaille d’argent. En tant que président de la Chambre de commerce, il fait à nouveau partie d’une commission chargée de préparer l’Exposition universelle de 1867.
Il intervient en 1857 pour obtenir un embranchement de voie ferrée de Tourville à Serquigny, avec « débarcadère dans l’intérieur de la ville d’Elbeuf ». 
Il avait dû se faire des ennemis dans le milieu consulaire. On nota ainsi lors de ses obsèques en 1878, l’absence remarquée des membres du Bureau de la Chambre de commerce.

## Fonctions municipales
Conseiller municipal à partir de 1834, il remplit d’abord les fonctions de secrétaire. Puis il est nommé le 30 août 1840 maire intérimaire à compter du 1er septembre (en sa qualité de premier inscrit au tableau), après la démission du maire Pierre Nicolas Désiré Lefort-Henry. Par la suite, il est confirmé officiellement maire titulaire par une ordonnance royale du 14 mars 1841. Il est nommé maire une seconde fois par une ordonnance royale du 17 septembre 1843, puis une 3e fois par une nouvelle ordonnance, le 1er novembre 1846. Il occupe cette fonction jusqu’en 1848.
C’est lui qui fait adopter par la ville en 1843 la ruche comme armoiries et pour devise la phrase attribuée à Bonaparte lors de sa visite en 1802 : « Elbeuf est une véritable ruche, tout le monde y travaille ».
La première véritable salle de spectacle de la ville, construite en 1818, rue de la Barrière, lui appartenait. Il n’avait pas hésité d’ailleurs, au temps de sa jeunesse, à jouer sur scène, alors qu’il en était déjà le directeur. Il y fit de grands travaux d’embellissement. Elle fut rachetée par la ville en 1838 et comptait 1 100 à 1 200 places.
Durant son passage à la mairie, il fait aboutir plusieurs projets importants : création d’un service de pompes funèbres, éclairage des rues par le gaz (mais il est vrai qu’il combine ici intérêts privés et intérêts publics), aménagement d’un véritable théâtre municipal. En 1847, il se prononce aussi pour la construction d’une école primaire supérieure de garçons. 
En tant que maire il préside la Commission administrative de l’Hôpital-Hospice d’Elbeuf, le Bureau de bienfaisance et d’autres institutions charitables. Cependant, il s’oppose (à la Chambre consultative des Arts et manufactures) au projet de loi limitant le travail des enfants (finalement voté le 22 mars 1841) ; après ce vote, la commission chargée d’en contrôler localement l’application (dont il a fait nommer les membres), s’avère totalement inefficace. Il faut noter aussi que sa proposition de constructions de logements ouvriers n’aboutira pas.
Il obtient, en 1845, 5 000 frs de dommages et intérêts pour propos diffamatoires à la suite de plusieurs articles critiquant sa gestion municipale parus dans Le Censeur normand, dont le gérant est condamné. 
Durant son mandat, il doit faire face à des événements très graves, émeutes ouvrières de 1846 et agitation de la période révolutionnaire en 1848.
Une grave émeute survient à Elbeuf, en mai 1846, lorsque le fabricant Félix Aroux (un patron pourtant très progressiste qui écrira une brochure en faveur du socialisme) fait installer dans son usine une machine « à déglouteronner les laines », opération jusque-là manuelle, confiée à de vieilles femmes. Une foule de plusieurs milliers d’ouvriers attaque la fabrique, défendue difficilement par les autorités et la garde nationale locales. Seule l’arrivée de 400 hommes de troupe accourus de Rouen permet finalement de rétablir l’ordre. Mathieu Bourdon (blessé à la tête par plusieurs jets de pierres) fait afficher en ville un appel aux ouvriers (23 mai) sur le thème : « On vous trompe en vous faisant sortir de vos habitudes d’ordre, de travail et de sagesse (…) Les machines ne sont pas hostiles à l’ouvrier, car, sans les machines, vous le savez tous, il n’y aurait pas d’industrie à Elbeuf, et maîtres et ouvriers ne pourraient exister ». La presse régionale et même nationale rendit compte de façon très détaillée de ces évènements.
Il reçut quelque temps plus tard une lettre de félicitations (en date du 26 mai 1846) du ministre de l’Intérieur, le comte Duchâtel, pour sa conduite durant les émeutes. 
Lorsque la nouvelle de l’insurrection des Trois Glorieuses est connue à Elbeuf, il préside brièvement en février 1848 la « Commission municipale provisoire » qui gère la ville en ces moments de crise, puis quitte ses fonctions de maire le 5 mars 1848.
Par la suite, il est élu à nouveau conseiller municipal en août 1848, puis régulièrement jusqu’en 1865 et enfin  de 1870 à 1874.
Il se présente aux élections pour le Conseil général en octobre 1871, « soutenu par les monarchistes, les bonapartistes et les cléricaux », mais obtient peu de voix et retire finalement sa candidature entre les deux tours.

## Activités parlementaires
Durant la Deuxième République, il est élu à l’Assemblée nationale législative du 15 octobre 1849 au 2 décembre 1851. 
En 1849, il avait été nommé par le Président de la République suppléant au juge de paix, en remplacement de son ami Victor Grandin qui venait de décéder. Mais la mort de celui-ci entraîne aussi des élections législatives partielles. Un comité dit de « L’union électorale », de tendance conservatrice, composé de quelques personnalités locales, désigne trois candidats possibles : Mathieu Bourdon, Théodore Chennevière et Pierre Nicolas Désiré Lefort-Henry (il écarte en revanche la candidature d’Henri Quesné). Le comité organise ensuite un scrutin préparatoire, auquel participent les électeurs adhérents au programme de « L’Union nationale », le 27 septembre 1849. Mathieu Bourdon obtient 791 voix contre 537 à Th. Chennevière et 59 à Lefort-Henry. Il est donc désigné comme candidat. Il obtient, le 15 octobre 1849, 60 852 voix sur 91 769 votants contre 31 734 à Frédéric Deschamps, conseiller général du canton d’Elbeuf et ardent républicain (il avait été commissaire du Gouvernement provisoire en 1848), dont la candidature a été soutenue par le Journal de Rouen. À noter que dans le canton d’Elbeuf même, Mathieu Bourdon n’obtient que 2 571 voix (49,8% des suffrages) contre 2 526 à Frédéric Deschamps (48,9%).
Il siège, assez obscurément, avec la majorité de Droite, mais remplit consciencieusement et activement ses devoirs de députés. Durant son mandat, il intervient peu à la tribune et se consacre surtout à des questions d’intérêt local. Il est l'auteur de nombreux rapports pour l'Assemblée Législative, notamment au nom de la Commission des intérêts communaux et départementaux, dans laquelle il s’investit beaucoup en 1850 et 1851, sur des questions de fiscalité et d’emprunt ou de redécoupage de communes, entre autres (voir sa bibliographie).
Depuis son siège de député (comme à la mairie ou à la Chambre consultative ou de Commerce), il défend aussi inlassablement l’industrie textile elbeuvienne, en s’efforçant de maintenir des tarifs douaniers protecteurs en faveur des draps de laine, d’obtenir des commandes de drap de troupe ou une ligne de chemin de fer desservant Elbeuf. Il veut aussi des lois plus sévères pour réprimer les vols dans les fabriques et tente de freiner les lois sociales qui limiteraient notamment la durée du travail des enfants. 
En 1850, il demande au ministre de la Guerre une garnison sédentaire à Elbeuf. Le ministre accepte d’y envoyer un bataillon entier, à condition que la ville construise un casernement, ce qui sera fait en 1851. 
Il n’a certes pas l’étoffe d’un tribun, mais il interpelle quand même brièvement et contredit à plusieurs reprises Victor Hugo, lorsque celui-ci prononce à la tribune un grand discours lors du débat sur la révision de la constitution en juillet 1851. À l’écrivain qui, s’adressant aux députés de droite, s’écrie théâtralement : « Vous n’êtes plus de ce siècle, vous n’êtes plus de ce monde, vous êtes morts », il rétorque notamment : « Vous nous enterrez trop vite, nous ne sommes pas encore morts ! »
En ce qui concerne les questions d’ordre national, on notera qu’il vote la loi Falloux-Parieu sur l'enseignement, en même temps que la majorité de droite, et celle supprimant le suffrage universel. Mais il ne se rallie pas au coup d'État de décembre 1851 et à l’Empire. 
Le pouvoir le lui fait payer en choisissant de patronner Henri Quesné aux élections de 1852 qui suivent la dissolution de l'Assemblée. Il se présente alors comme candidat indépendant d'opposition, toujours dans la 2e circonscription de la Seine-Inférieure. Mais H. Quesné  l’emporte largement au total des six cantons que compte alors la circonscription avec 11 756 voix, Mathieu Bourdon, bien que député sortant, n’arrivant qu’en 4e position avec 1 524 voix. Dans le canton d’Elbeuf même, il est aussi en 4e position avec seulement 698 voix contre 2 663 à Camille Randoing, 1 551 à Henri Quesné et 781 à Théodore Chennevière.
Il se retire alors de la vie politique pendant plus d’une dizaine d’années. Puis il se représente aux élections législatives, le 1er juin 1863, comme candidat d’opposition représentant le camp orléaniste. Assurant offrir « une égale garantie aux amis de l’ordre et à ceux de la liberté », il réunit cette fois 3 402 voix, mais loin des 12 692 suffrages allant au candidat officiel, Henri Quesné, qui est à nouveau réélu.

## Participation à des sociétés savantes
Mathieu Bourdon fut membre correspondant de l’Académie des Sciences, Arts et Belles Lettres de Rouen. Il fut également membre correspondant de la Société libre d’émulation de Rouen (élu en 1840). Il y fit notamment un rapport sur le Traité de filature de laine peignée de E. Leroux.
Il fut par ailleurs « inspecteur pour le canton d’Elbeuf » de l’Association normande. En 1842, il communiqua à l’Association un rapport sur la nature du sous-sol elbeuvien, à partir des données recueillies lors du forage de plusieurs puits artésiens. 
Lorsque fut instaurée en février 1853 une « Commission de statistique pour le canton d’Elbeuf » (présidée par le juge de paix du canton Graindorge-Desdemaine), chargée de collecter des données à transmettre au gouvernement, il en fut nommé archiviste général. En 1858, il réalisa des tableaux statistiques extrêmement précis sur l’activité économique et industrielle du canton (nombre d’entreprises, de métiers à tisser, de broches), à partir des registres de patentes. Il approfondit et actualisa ses travaux, afin de pouvoir présenter une description complète d’Elbeuf et de son canton lorsque l’Association Normande y tint son congrès annuel en 1862. La publication de ses recherches influença beaucoup Henri Saint-Denis, qui reconnut que Mathieu Bourdon – avec Parfait Maille – avait été l’un des deux auteurs qui lui avaient inspiré son projet de réalisation d’une monumentale Histoire d’Elbeuf en douze volumes.
Mathieu Bourdon quant à lui ne saurait être qualifié, à proprement parler, d’historien. Mais sa triple position de maire, de président de la Chambre consultative puis de commerce et d’industriel très impliqué dans le textile et la distribution du gaz à toutes les habitations et manufactures de la ville, lui donnait une vision inégalée de la cité et de ses activités. Son appartenance à un lignage ancien, aux multiples alliances matrimoniales, lui conférait de surcroît une très bonne connaissance des individus et des familles de la bourgeoisie locale. Ses publications sur Elbeuf dans le second tiers du XIXe siècle constituent donc des références absolues.
Lorsqu’il mourut à Elbeuf, le 27 janvier 1878, âgé de 78 ans, les journaux locaux mentionnèrent tous son grand dévouement à sa ville et aux affaires publiques durant près de quarante années,,. Les contemporains évoquèrent un « homme d’un talent supérieur et entièrement dévoué aux intérêts de la localité », qui aimait beaucoup sa ville natale et s’intéressait à son passé, son « zèle admirable et dévouement sans borne », « l’élévation de son esprit et l’obligeance de son caractère » et le dirent « estimé de tous les habitants ».
Une rue Mathieu-Bourdon perpétue aujourd’hui son souvenir et celui de son père, qui la fit ouvrir en 1826 sur un terrain dont il était propriétaire.

## Distinctions
- Chevalier de la Légion d'honneur (décret du 30 avril 1844)